# Ernest Cambier
Ernest F. Cambier (ur. 21 czerwca 1844, zm. 23 lipca 1909) – belgijski podróżnik.
W 1877 wziął udział jako geograf w wyprawie kapitana Crespela do Afryki. Po śmierci Crespela objął dowództwo nad wyprawą i doprowadził ją do wschodnich brzegów jeziora Tanganiki, gdzie w 1879 założył pierwszą stację naukową międzynarodowego Towarzystwa afrykańskiego. W 1882 powrócił do Europy. 
Założył na obszarze późniejszego Wolnego Państwa Konga pierwszą linię kolejową.